# 彼德·美臣
彼德·美臣（丹麥語：Peter Madsen，1978年4月26日—）是一名丹麥足球運動前鋒，現效力丹超球隊林比。

## 國家隊入球
所有比分以丹麥入球先行。
| # | 日期          | 場地         | 對手 | 入球 | 賽果 | 賽事   |
| - | ------------- | ------------ | ---- | ---- | ---- | ------ |
| 1 | 2004年8月18日 | 波茲南，波蘭 | 波蘭 | 1-0  | 5-1  | 友誼賽 |
| 2 | 2004年8月18日 | 波茲南，波蘭 | 波蘭 | 2-0  | 5-1  | 友誼賽 |
| 3 | 2004年8月18日 | 波茲南，波蘭 | 波蘭 | 5-1  | 5-1  | 友誼賽 |

## 榮譽
邦比
- 丹麥足球超級聯賽冠軍: 1996-97, 1997-98, 2001-02
- 丹麥盃冠軍: 1998

個人
- 丹麥足球超級聯賽神射手: 2001-02
- 1999年丹麥球員協會最佳新秀(22歲以下) [2]

## 個人生活
2020年3月，在2019冠狀病毒病疫情期間，他在阿姆斯特丹舉行的一場生日宴會上與前隊友克里斯蒂安·波尔森、托马斯·卡伦博格接觸。他繼托马斯·卡伦博格之後被確診感染2019冠狀病毒病，SARS-CoV-2檢測呈陽性。但僅輕微頭痛，並在家中隔離。

## 外部連結
- 丹麥國家隊 彼德·美臣檔案 （页面存档备份，存于）